# Zoysia
Zoysia es un género de pastos nativos de China, Japón y otras partes del sudeste asiático.

## Taxonomía
El género fue descrito por Carl Ludwig Willdenow y publicado en Der Gesellsschaft Naturforschender Freunde zu Berlin, neue Schriften 3: 440–441, en 1801.

#### Etimología
Zoysia: nombre genérico otorgado en honor del botánico aficionado y recolector de plantas esloveno Karl von Zoys (1756 – 1800), barón de Edelstein, y corresponsal de Franz Xaver von Wulfen y otros botánicos austriacos y alemanes.

#### Especies
Comprende 9 especies, 2 subespecies y 2 híbridos aceptados:
- Zoysia japonica Steud., 1854
- Zoysia macrantha Desv., 1831
  - Zoysia macrantha subsp. macrantha
  - Zoysia macrantha subsp. walshii Night., 2002
- Zoysia macrostachya Franch. y Sav., 1878
- Zoysia matrella (L.) Merr., 1912
- Zoysia minima (Colenso) Zotov, 1943
- Zoysia pacifica (Goudsw.) M.Hotta y Kuroki, 1994
- Zoysia pauciflora Mez, 1921
- Zoysia seslerioides (Balansa) Clayton y F.R.Richardson, 1973
- Zoysia sinica Hance, 1869

#### Híbridos
- Zoysia × forbesiana Traub, 1957
- Zoysia × hondana Ohwi, 1943